# Encore (Lionel Richie)
Encore è il primo album dal vivo del cantante statunitense Lionel Richie, pubblicato il 26 novembre 2002.

## Tracce
1. Hello
2. Running With The Night
3. Penny Lover
4. Tender heart
5. Dancing on the Ceiling
6. Easy
7. Stuck On You
8. Brick House
9. Three Times A Lady
10. Don't stop the music
11. All Night Long (All Night)
12. Say You, Say Me
13. Angel
14. Still
15. Goodbye
16. To Love a Woman (feat. Enrique Iglesias)